# Saint-Quentin-en-Tourmont
Saint-Quentin-en-Tourmont é uma comuna francesa na região administrativa de Altos da França, no departamento de Somme. Estende-se por uma área de 32,89 km². Em 2010 a comuna tinha 288 habitantes (densidade: 8,8 hab./km²).